# التحالف الوطني الجمهوري
التحالف الوطني الجمهوري هو حزب سياسي جزائري أسسه المجاهد و رئيس الوزراء السابق رضا مالك  رحمه الله في 5 مايو 1995. يعتبر أحيانًا فرعًا من جبهة التحرير الوطني الأقدم. حزب معروف بتوجهه الوطني الجمهوري الديمقراطي ،كان سندا للدولة الجزائرية في الأزمة السياسية والأمنية فترة التسعينات(المأساة الوطنية)كما دعم لاحقًا الاستفتاء على المصالحة الوطنية. 
شارك في تأسيس الحزب عدة وجوه وطنية معروفة على غرار علي هارون.. شارك الحزب في تسيير الدولة من عدة مواقع مسؤولية وقد حصل على العديد من الحقائب الوزارية، إضافة لأنه كان يحقق نتائج طيبة في الإنتخابات التي يدخلها دائما.
هو حزب يراهن على الشباب ويعمل على التكوين السياسي من أجل المساهمة في إنتاج الإطارات القادرة على تولي مختلف المسؤوليات.

## انتخابات 2007
في انتخابات مايو 2007، حصل الحزب على 126,444 صوتًا، أو 2.21٪. هذا أعطاه 4 مقاعد في البرلمان.
| اسم               | المحافظة |
| ----------------- | -------- |
| الحاج بشيخ        | مستغانم  |
| مجيد بكتاش        | بجاية    |
| عبد الرزاق شيباني | البليدة  |
| عبد القادر لورجان | تيسمسيلت |

في الانتخابات التشريعية الجزائرية لعام 2007، كان التأييد للحزب أعلى من المعدل الوطني (2.21٪) في المقاطعات التالية:
- ولاية تيسمسيلت 8.72٪
- ولاية مستغانم 7.63٪
- ولاية بجاية 5.24٪
- ولاية البليدة 5.18٪
- ولاية خنشلة 5.00٪
- ولاية ورقلة 4.42٪
- ولاية الجزائر 4.16٪
- ولاية تيبازة 3.98٪
- ولاية اليزي 3.84٪
- ولاية الواد 3.83٪
- ولاية سعيدة 3.20٪
- ولاية بشار 3.18٪
- ولاية البيض 2.93٪
- ولاية جيجل 2.76٪
- ولاية تيارت 2.64٪
- ولاية تلمسان 2.42٪
- ولاية غليزان 2.36٪

## روابط خارجية
- موقع التحالف الجمهوري الوطني[وصلة مكسورة]